# Telmatactis australiensis
Telmatactis australiensis är en havsanemonart som beskrevs av Oscar Henrik Carlgren 1950. Telmatactis australiensis ingår i släktet Telmatactis och familjen Isophelliidae. Inga underarter finns listade i Catalogue of Life.